# Torneio das Quatro Nações
O Torneio das Quatro Nações (germânico: Vier-Länder-Turnier), ou Torneio de Páscoa de Berlim foi um torneio amistoso inter-seleções de futebol que ocorreu em 1988 na Alemanha Ocidental.

## O Torneio
Por razões políticas, Berlim Ocidental não contaria com jogos da Eurocopa 1988, torneio organizado pelos alemães ocidentais. O motivo foi uma imposição da União Soviética e Alemanha Oriental para que a Federação de Futebol da Alemanha Ocidental (DFB), contasse com os votos das duas nações na escolha da sede do europeu de 1988.
Visando uma compensação, bem como uma preparação para o torneio continental, a DFB organizou um torneio amistoso no Estádio Olímpico de Berlim, em Berlim Ocidental.

### Resultados
|  | Semifinais                               | Semifinais                               |   |                                         | Final                                   | Final |  |
|  |                                          |                                          |   |                                         |                                         |       |  |
|  | 31 de Março – Estádio Olímpico de Berlim |                                          |   |                                         |                                         |       |  |
|  | Alemanha Ocidental                       | 1 (2)                                    |   |                                         |                                         |       |  |
|  | Suécia (pen.)                            | 1 (4)                                    |   |                                         |                                         |       |  |
|  |                                          |                                          |   |                                         |                                         |       |  |
|  |                                          |                                          |   |                                         | 2 de Abril – Estádio Olímpico de Berlim |       |  |
|  |                                          |                                          |   |                                         | Suécia                                  | 2     |  |
|  |                                          | União Soviética                          | 0 |                                         |                                         |       |  |
|  |                                          |                                          |   |                                         |                                         |       |  |
|  |                                          |                                          |   |                                         |                                         |       |  |
|  |                                          |                                          |   |                                         | Terceiro lugar                          |       |  |
|  | 31 de Março – Estádio Olímpico de Berlim | 31 de Março – Estádio Olímpico de Berlim |   | 2 de Abril – Estádio Olímpico de Berlim | 2 de Abril – Estádio Olímpico de Berlim |       |  |
|  | Argentina                                | 2                                        |   | Alemanha Ocidental                      | 1                                       |       |  |
|  | União Soviética                          | 4                                        |   |                                         | Argentina                               | 0     |  |

### Partidas

#### Semifinais
| 31 March 1988 | Argentina                  | 2–4       | União Soviética                                          | Olympiastadion, West Berlin                    |
|               | Troglio 18' · Maradona 67' | Relatório | Protasov 62', 79' (pen.) · Zavarov 14' · Lytovchenko 15' | Público: 17,000 Árbitro: Joël Quiniou (France) |

| 31 March 1988 | Alemanha Ocidental | 1–1 | Suécia        | Olympiastadion, West Berlin                       |
|               | Allofs 42'         |     | Truedsson 74' | Público: 23,709 Árbitro: Lajos Hartmann (Hungary) |

|                               |     | Penalidades                      |  |
| Thon Eckstein Matthäus Völler | 2–4 | Prytz P. Larsson Strömberg Thern |  |

#### Disputa pelo 3o Lugar
| 2 April 1988 | Alemanha Ocidental | 1–0 | Argentina | Olympiastadion, West Berlin                               |
|              | Matthäus 30'       |     |           | Público: 25,000 Árbitro: Kurt Röthlisberger (Switzerland) |

#### Final
| 2 April 1988 | Suécia                        | 2–0 | União Soviética | Olympiastadion, West Berlin                              |
|              | Eskilsson 52' · Holmquist 88' |     |                 | Público: 25,000 Árbitro: Marcel Van Langenhove (Belgium) |